# Бобовоцвіті
Бобовоцвіті (Fabales) — порядок квіткових рослин. Включає 16-19 тис. видів у понад 760 родах. Найбільшими родами є Astragalus (понад 3,000 видів), Acacia (понад 1000 видів), Indigofera (близько 700 видів), Crotalaria (близько 700 видів) та Mimosa (близько 400 видів).

## Класифікація
Згідно з традиційною класифікацією порядок включав лише одну родину бобових (Fabaceae) та належав до класу дводольних. Відповідно до сучасної класифікації APG IV він належить до підкласу розидів (rosids) групи евдикотів (Eudicots) та включає чотири родини:
- Бобові (Fabaceae)
- Quillajaceae (раніше належала до порядку Rosales)
- Китяткові (Polygalaceae, раніше належала до монотипового порядку Polygalales)
- Surianaceae (раніше належала до порядку Rosales)

Бобові (Fabaceae) — третя найбільша родина рослин у світі, яка містить більшість різноманітності бобовоцвітих, інші родини додають лише невелику частку. Дослідження порядку значною мірою концентрується на бобових, як завдяки їхній великій біологічній різноманітності, так і завдяки їхній важливості для сільського господарства. Китяткові (Polygalaceae) також досліджується завдяки великій різноманітності роду Polygala, а також завдяки членам родини, які, подібно до бобових, є кормовими культурами для багатьох видів лускокрилих. Хоча дані молекулярної філогенетики і свідчать на користь цілісності порядку, точні взаємини родин Quillajaceae і Surianaceae з іншими представниками порядку всі ще можуть змінитися через недостатні дослідження цих родин.

## Поширення
Бобовоцвіті поширені на всіх материках, крім Антарктиди. Проте найбільшого різноманіття досягають у тропічних регіонах північної півкулі.

## Опис
Серед бобовоцвітних трапляються дерева, чагарники і трави (останні два найпоширеніші в помірних зонах). Коріння має азотофіксуючі вузли. Зав'язь верхня, одногніздова, плацентація крайова. Квіти актиноморфні або зигоморфні з подвійною оцвітиною. Квітка складається з п'яти пелюсток, кожна з яких має власну назву:
- Вітрило або прапор (vexillum) — верхня, найбільша пелюстка, зазвичай яскраво забарвлена. Окремі частини пелюстки мають власні назви: верхня широка — вигин, нижня вузька — нігтик.
- Весла або крила (alae) — дві бокових вужчих пелюстки
- Човник або кіль (carina) — дві нижніх пелюстки, злиплених або зрощених крайками у верхній половині. Усередині човника знаходяться тичинки та гінецей.

Квітколоже п'ятичасткове неспадне.
Квіти, переважно, двостатеві. Тичинок — 10, на довгих нитка.
Листя пальчасте або перисте з прилистками. Розміщення листя чергове, рідше супротивне. Плід — суха коробочка, що розкривається двома стулками по обом швах. У деяких видів плід не розкривається (буркун, конюшина). Насіння — біб або горішок.

## Значення
Серед бобовоцвітих багато видів мають важливе харчове і кормове значення, що набули широкого поширення в сільському господарстві. Найважливішими сільськогосподарськими бобовими є арахіс, нут, соя, сочевиця, квасоля, горох (харчові рослини), астрагал, чина, люпин, люцерна, конюшина, вика (кормові рослини).
Важливими медоносними культурами є конюшина, вика, еспарцет, акація. Акація, крім того є джерелом цінної деревини.
Декоративними рослина є гліцинія, робінія, жарновець віниковий, мімоза, люпин тощо.
У багатьох з бобовоцвітих містяться активні речовини, тому різні частини використовуються в лікувальних цілях.

## Галерея

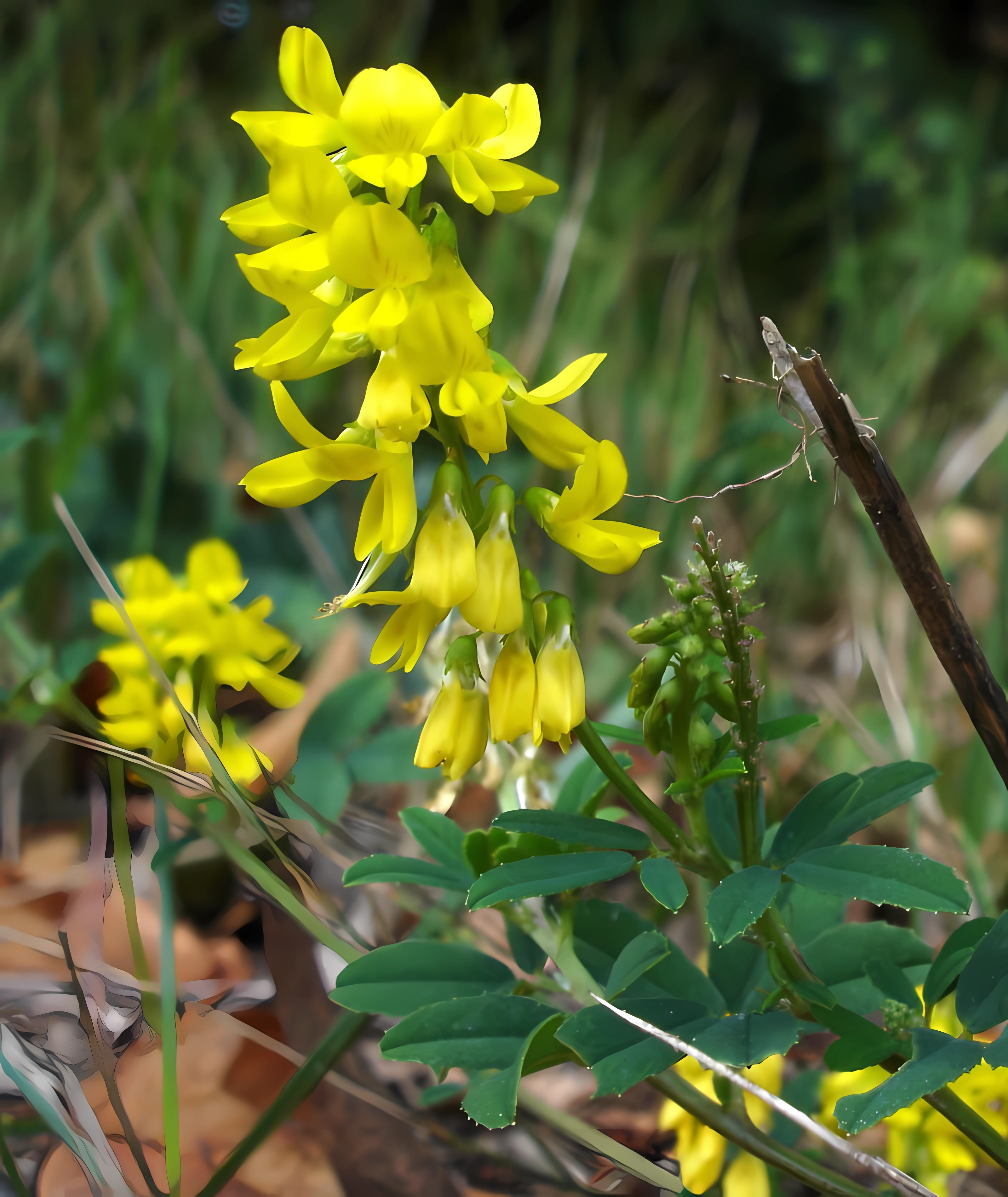
Melilotus altissima, родина Бобові
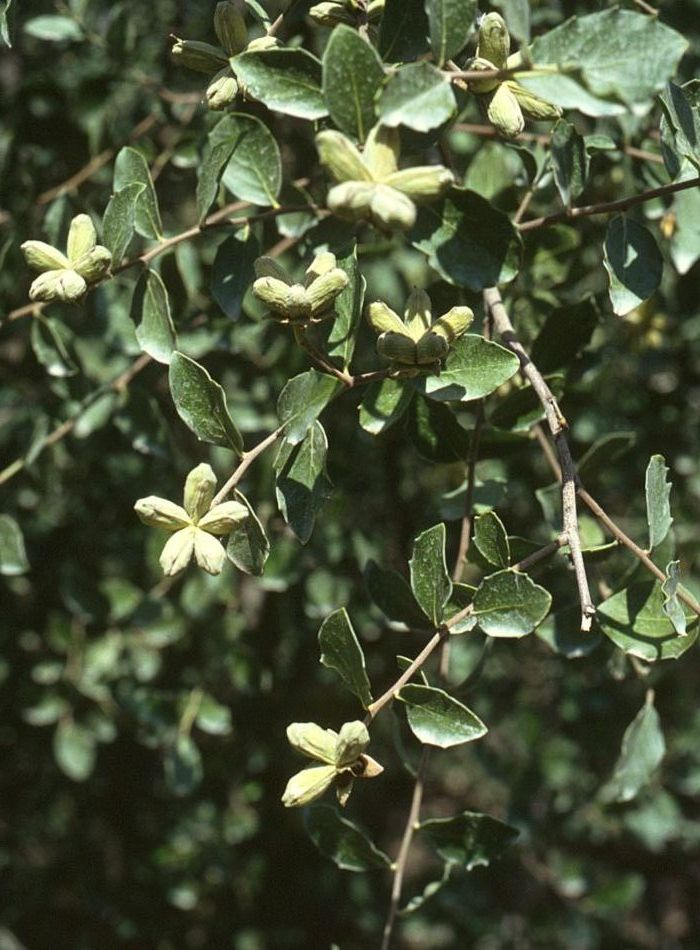
Quillaja saponaria[en], родина Quillajaceae
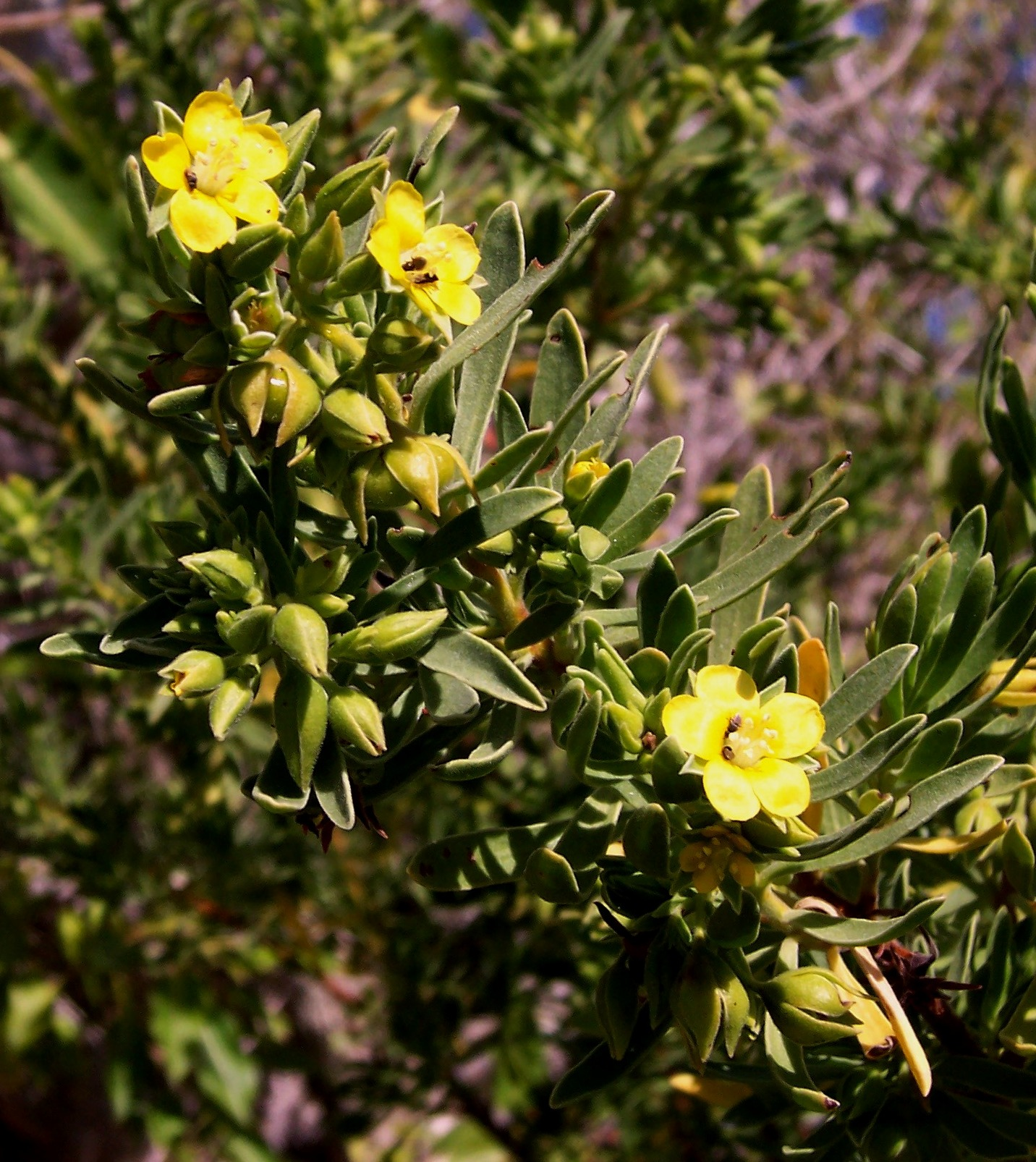
Suriana maritima[en], родина Surianaceae
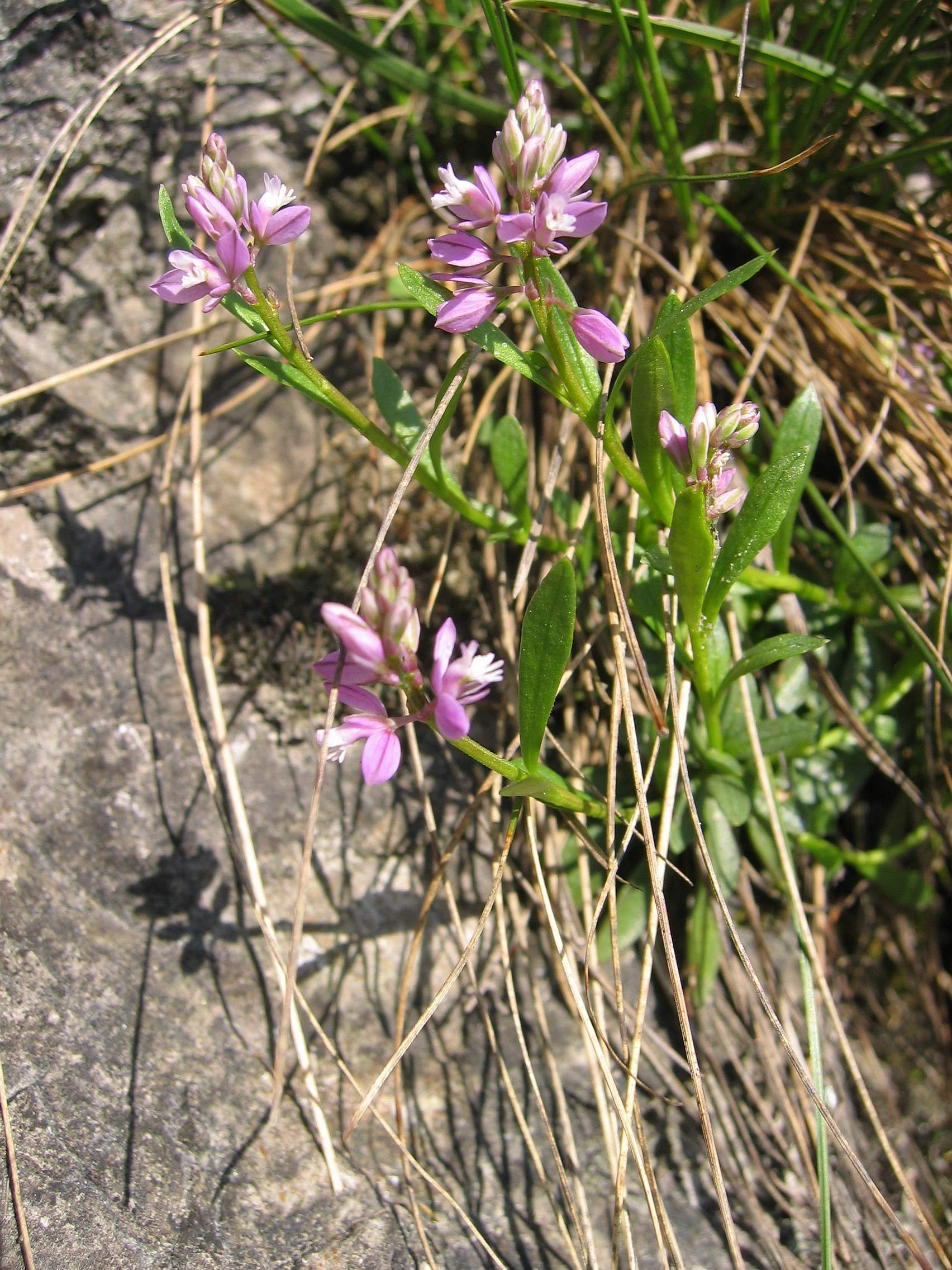
Polygala amara, родина Polygalaceae